# Baltanás
Baltanás és un municipi de la província de Palència, a la comunitat autònoma de Castella i Lleó. Limita amb els municipis de Villaviudas, Hornillos de Cerrato, Cevico Navero, Cevico de la Torre i Vertavillo.

## Demografia
| 1900  | 1910  | 1920  | 1930  | 1940  | 1950  | 1960  | 1970  | 1981  |
| ----- | ----- | ----- | ----- | ----- | ----- | ----- | ----- | ----- |
| 2.439 | 2.586 | 2.665 | 3.030 | 2.817 | 3.041 | 2.817 | 3.041 | 2.710 |

| 1991  | 2001  | 2002  | 2003  | 2004  | 2005  | 2006  | 2007  |
| ----- | ----- | ----- | ----- | ----- | ----- | ----- | ----- |
| 1.584 | 1.538 | 1.519 | 1.484 | 1.452 | 1.420 | 1.403 | 1.389 |